# Hornhinnesjukdomar
Hornhinnesjukdomar, sjukdomar på ögats hornhinna.

## Konformig hornhinna
Konformig hornhinna (keratokonus) består i att hornhinnan förlorar sin normalt välvda form och blir konformad, varigenom synförmågan blir nedsatt. Vid lindrig keratokonus kan synproblemet avhjälpas med astigmatiska korrektionsglas. Vid mer utvecklad keratokonus används särskilda glas, som direkt anbringas på ögat (kontaktlinser).

## Grumling av den klara hornhinnan
Grumlingar (dystrofier, av klassisk grekiska dys, "fel-"; och trophein, "tillväxt") i hornhinnan kan uppstå av sig själva i alla åldrar från tonåren och framåt. De kan ha mycket olika utseende och spridning. De är sällsynta och sjukdomens utveckling är för det mesta mycket långsam. Grumlingarna är i allmänhet ärftliga och finns på båda ögonen. De ger sämre syn och besvär med bländning. Så länge grumlingarna är tunna och glesa kan man se ganska bra. Synen försämras när grumlingarna tätnar och smälter ihop, något som kan ta flera år.

## Svullen hornhinna
Hornhinnan kan grumlas och svullna tillfälligt i samband med en inflammation i hornhinnan (se ögoninflammation), eller om ögat utsätts för skada, till exempel våld mot ögat.
När en hornhinna blir svullen blir den gråaktig och förlorar sin genomskinlighet. Man ser som genom dimma och ser färgade ringar kring ljuskällor. Ofta ser man sämst på morgonen och bäst på kvällen. Förutom synnedsättningen besväras man av bländning, irritation och att det skaver i ögat, ibland med sveda. 

## Keratit
Kallas även hornhinneinflammation.